# Simina Ivan
Simina Ivan (n. 1 septembrie 1958, Timișoara, România) este o soprană română. Din 1994 până în 2020 a fost solistă la Wiener Staatsoper. Debutul său artistic pe scena vieneză s-a produs la 30 decembrie 1994 în opera Fedora de Umberto Giordano, în rolul contesei Olga Sukarova.